# Piper urostachyum
Piper urostachyum là một loài thực vật có hoa trong họ Hồ tiêu. Loài này được Hemsl. miêu tả khoa học đầu tiên năm 1882.